# إكس إكس إل
إكس إكس إل هي قناة تلفزيونية في فرنسا مخصصة للمواد الإباحية. تأسست في مارس 1996، وتبث عبر القمر الصناعي AB Sat، وتعتبر أول قناة فرنسية آنذاك تبث مواد إباحية كل مساء. في الوقت الحاضر، يمكن مشاهدة القناة من خلال مختلف موزعي خدمات الكابلات والأقمار الصناعية كقناة اختيارية.
تبدأ القناة برامجها في الساعة 22:30 بتوقيت وسط أوروبا إما بفيلم مثير أو برنامج حواري، يستضيف أحيانًا ممثلات أفلام إباحية. تبث ابتداء من منتصف الليل فيلمين إباحيين، والثاني منهما عبارة عن إعادة بث من الأسبوع السابق. كما تبث فيلمًا للمثليين كل يوم ثلاثاء وفيلمًا للهواة كل أربعاء. تعرضت القناة لانتقادات شديدة في وقت النقاش حول حماية القاصرين فيما يتعلق بالصور في المواد الإباحية عام 2002، لأن نصف الأفلام الإباحية على التلفزيون الفرنسي كانت تعرض على هذه القناة.
في 24 ديسمبر 2013، بيعت القناة إلى Thematic Dutch BV، وهي جمعية تضم مديرًا تنفيذيًا لمجموعة AB ومجموعة مارك دورسيل (مساهمي الأقلية) المنوط بها الإدارة التحريرية للقناة وخدمات الفيديو حسب الطلب الخاصة بها.